# رجاء (اسم)
رجاء اسم علم مذكر واسم علم مؤنث، فهو اسم علم مشترك يصح تسمية الذكور والإناث به، لأنه من المصادر، وممن تسمى به من الذكور رجاء بن حيوة، ويرجع اسم رجاء إلى أصل عربي قديم، يعني الأمل وهو عكس اليأس والتشاؤم.